# Cerimonia di apertura dei Giochi olimpici

Cerimonia di apertura dei primi giochi olimpici moderni Atene 1896.

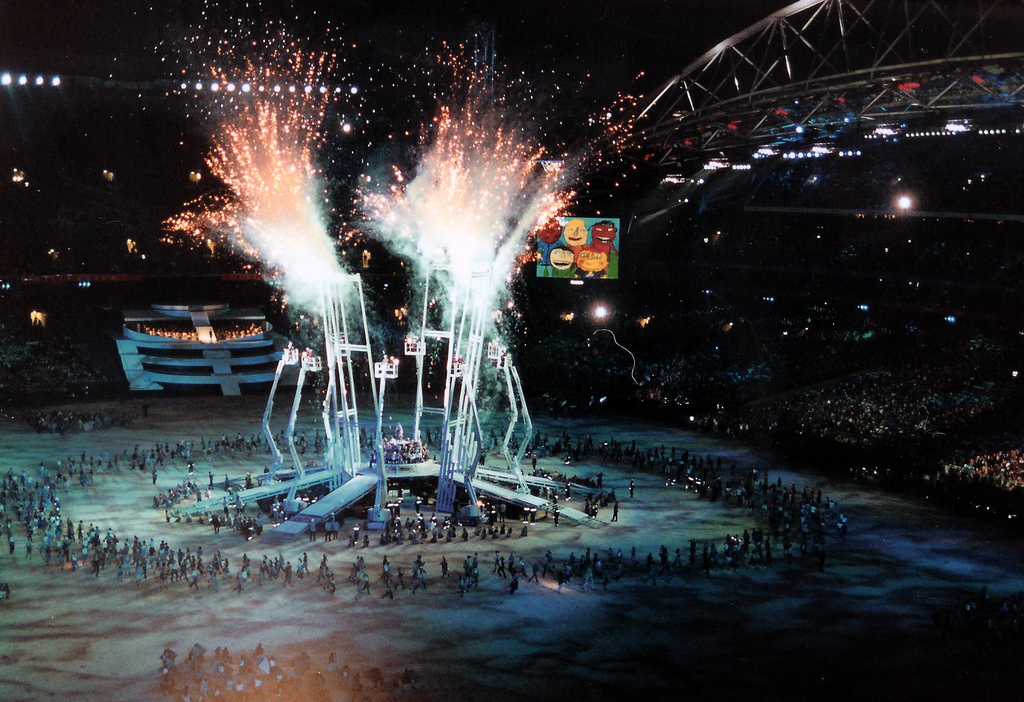
I fuochi d'artificio durante l'apertura dei giochi di Sydney 2000.

La cerimonia di apertura dei Giochi olimpici è il momento in cui vengono ufficialmente dichiarati aperti i giochi olimpici. La cerimonia di apertura, così come quella di chiusura, segue un rigido protocollo codificato nella Carta Olimpica, l'insieme di norme che codifica il funzionamento del Comitato Olimpico Internazionale e la celebrazione dei Giochi olimpici.
Al comitato organizzatore di ogni paese spetta la redazione del programma della cerimonia di apertura che deve essere preventivamente sottoposto e approvato dal CIO.

## Fasi della cerimonia
Tutte le parti previste dal protocollo nonché i nomi delle Nazioni che stanno per sfilare sono annunciate prima in francese, poi in inglese e infine nella lingua del Paese ospitante (qualora questa sia diversa dalle prime due), e si alternano a momenti di spettacolo.

### Ingresso delle autorità e innalzamento della bandiera
Dopo un breve momento artistico, anticipato dal countdown per l’inizio della cerimonia, fanno ingresso nello stadio il presidente del CIO e il Capo di Stato del Paese ospitante (o un suo delegato), che prendono posto nella tribuna autorità. Successivamente viene innalzata la bandiera del Paese mentre viene suonato il relativo inno nazionale. 

### La sfilata dei partecipanti
Dopo un altro momento artistico ha luogo la sfilata dei Paesi partecipanti ai Giochi e degli atleti in gara nelle varie discipline.
Le delegazioni nazionali si susseguono in rigoroso ordine alfabetico, facendo riferimento al nome dello Stato nella lingua nazionale; fanno eccezione la Grecia, che tradizionalmente è il primo Stato a sfilare perché è la patria della città in cui sono nate le Olimpiadi, e la squadra del paese ospitante, che sfila per ultima. Alle Olimpiadi di Atene 2004 il portabandiera greco Pyrros Dīmas entrò per primo e la sfilata fu conclusa dal resto della squadra. Dal 2020, la nazione che ospiterà l'edizione successiva delle Olimpiadi è la penultima a sfilare.

### La dichiarazione di apertura
Dopo i discorsi del presidente del comitato organizzatore e del presidente del CIO, la dichiarazione ufficiale di apertura dei giochi viene effettuata da parte del capo di Stato del paese ospitante seguendo una propria formula codificata che nel caso dei giochi estivi recita:
Nel caso dei giochi invernali la formula è invece la seguente:

### L'arrivo della torcia olimpica o fiaccola e l'accensione della fiamma
Dell'arrivo della fiamma olimpica all'interno dello stadio principale dei giochi olimpici è responsabile il comitato organizzatore.
La fiamma apparve per la prima volta nei giochi invernali di Garmisch-Partenkirchen 1936, mentre la staffetta dei tedofori è stata introdotta nel 1952. Il legame della fiamma con Olympia è ancora più recente, infatti le prime torce olimpiche furono accese in Norvegia a casa dell'inventore dello sci moderno Sondre Norheim, mentre nel 1956 fu accesa a Roma. Rilevante e simbolica è invece la scelta dell'ultimo tedoforo, cioè di colui che accende la fiamma olimpica, il cui nome è tenuto segreto fino all’ultimo.
| Edizione dei giochi estivi | Accensione della fiamma olimpica                                                                             |
| -------------------------- | --- |
| Berlino 1936               | Fritz Schilgen (atletica leggera)                                                                            |
| Londra 1948                | John Mark (atletica leggera)                                                                                 |
| Helsinki 1952              | Paavo Nurmi (atletica leggera)                                                                               |
| Melbourne 1956             | Ron Clarke (atletica leggera)                                                                                |
| Roma 1960                  | Giancarlo Peris (atletica leggera)                                                                           |
| Tokyo 1964                 | Yoshinori Sakaï (scolara)                                                                                    |
| Città del Messico 1968     | Enriqueta Basilio (atletica leggera)                                                                         |
| Monaco 1972                | Günter Zahn (atletica leggera)                                                                               |
| Montreal 1976              | Sandra Henderson e Stéphane Préfontaine (atletica leggera)                                                   |
| Mosca 1980                 | Sergej Belov (pallacanestro)                                                                                 |
| Los Angeles 1984           | Rafer Johnson (atletica leggera)                                                                             |
| Seoul 1988                 | Chung Sun-Man, Kim Won-Tak, Sohn Mi-Chung                                                                    |
| Barcellona 1992            | Antonio Rebollo (tiro con l'arco)                                                                            |
| Atlanta 1996               | Muhammad Ali (pugilato)                                                                                      |
| Sydney 2000                | Cathy Freeman (atletica leggera)                                                                             |
| Atene 2004                 | Nikolaos Kaklamanakīs (vela)                                                                                 |
| Pechino 2008               | Li Ning (ginnastica)                                                                                         |
| Londra 2012                | Callum Airlie, Jordan Duckitt, Desiree Henry, Katie Kirk, Cameron McRitchie, Aidan Reynolds ed Adelle Tracey |
| Rio De Janeiro 2016        | Vanderlei de Lima (atletica leggera)                                                                         |
| Tokyo 2020                 | Naomi Ōsaka (tennis)                                                                                         |
| Parigi 2024                | Marie-José Pérec (atletica leggera) e Teddy Riner (judo)                                                     |

### La simbolica liberazione di alcuni colombi
L'introduzione ufficiale nel protocollo della cerimonia di apertura della liberazione di alcuni colombi, simbolo di pace, risale alle Olimpiadi di Anversa 1920 e da allora è sempre avvenuta. Fino al 1988 i colombi venivano fatti librare in volo prima dell'accensione della fiamma olimpica, ma il decesso di alcuni volatili incautamente posatisi sul braciere olimpico durante la cerimonia di apertura dei giochi di Seul ha fatto propendere per uno spostamento di questo punto del protocollo.

### Il giuramento olimpico da parte di un atleta e da parte di un giudice di gara
Pronunciato per la prima volta nel 1920 da un atleta belga, Victor Boin (nuotatore, pallanuotista e schermidore), il giuramento è molto simile a quello pronunciato dagli atleti dei giochi olimpici antichi. Il giuramento però viene pronunciato sulla bandiera olimpica e non più sulle interiora di animali sacrificati.
Il giuramento da parte di un giudice di gara è stato introdotto nel 1972, mentre nelle Olimpiadi di Rio 2016 è stato introdotto quello dell’allenatore.
A partire dalle Olimpiadi invernali di Pyeongchang 2018, invece, si tiene un solo giuramento. 
Un atleta, un giudice ed un allenatore leggono le seguenti righe, una a testa rispettivamente:
| «A nome di tutti gli atleti, A nome di tutti i giudici, A nome di tutti gli allenatori e gli altri membri dell'entourage degli atleti» |

A quel punto l'atleta completa il giuramento con la seguente formula.
| «Promettiamo di prendere parte a questi Giochi Olimpici rispettando le regole e nello spirito del fair play. Ci impegniamo a praticare lo sport senza doping e imbrogli, per la gloria dello sport, per l'onore delle nostre squadre ed in rispetto dei Principi Fondamentali dell'Olimpismo.» |

### Il programma artistico
L'inno nazionale del paese ospitante è seguito dal programma artistico, solitamente tenuto segreto fino all'ultimo, e nel quale il comitato organizzatore cerca di mescolare elementi di protocollo, riferimenti culturali e spettacolarità per festeggiare l'inizio dell'evento sportivo. 

## Impianti della Cerimonia di apertura dei Giochi olimpici

### Giochi olimpici estivi
| Edizione               | Impianto                          | Città             | Capacità |
| ---------------------- | --------------------------------- | ----------------- | -------- |
| Atene 1896             | Stadio Panathinaiko               | Atene             | 80 000   |
| Parigi 1900            | Velodromo di Vincennes            | Parigi            | 50 000   |
| St. Louis 1904         | Francis Field                     | Saint Louis       | 19 000   |
| Londra 1908            | White City Stadium                | Londra            | 68 000   |
| Stoccolma 1912         | Olympiastadion                    | Stoccolma         | 20 000   |
| Anversa 1920           | Stadio olimpico                   | Anversa           | 12 771   |
| Parigi 1924            | Stadio olimpico Yves du Manoir    | Parigi            | 45 000   |
| Amsterdam 1928         | Olympisch Stadion                 | Amsterdam         | 31 600   |
| Los Angeles 1932       | Los Angeles Memorial Coliseum     | Los Angeles       | 101 574  |
| Berlino 1936           | Olympiastadion                    | Berlino           | 110 000  |
| Londra 1948            | Wembley Stadium                   | Londra            | 82 000   |
| Helsinki 1952          | Olympiastadion                    | Helsinki          | 70 000   |
| Melbourne 1956         | Melbourne Cricket Ground          | Melbourne         | 115 000  |
| Roma 1960              | Stadio Olimpico                   | Roma              | 90 000   |
| Tokyo 1964             | Stadio Olimpico                   | Tokyo             | 71 556   |
| Città del Messico 1968 | Estadio Olímpico Universitario    | Città del Messico | 83 700   |
| Monaco 1972            | Olympiastadion                    | Monaco di Baviera | 80 000   |
| Montreal 1976          | Stadio Olimpico                   | Montréal          | 103 000  |
| Mosca 1980             | Stadio Lužniki                    | Mosca             | 103 000  |
| Los Angeles 1984       | Los Angeles Memorial Coliseum     | Los Angeles       | 92 516   |
| Seul 1988              | Stadio Olimpico                   | Seul              | 100 000  |
| Barcellona 1992        | Stadio olimpico Lluís Companys    | Barcellona        | 60 000   |
| Atlanta 1996           | Centennial Olympic Stadium        | Atlanta           | 85 000   |
| Sydney 2000            | Stadium Australia                 | Sydney            | 114 714  |
| Atene 2004             | Stadio olimpico Spyros Louīs      | Atene             | 72 000   |
| Pechino 2008           | Stadio nazionale di Pechino       | Pechino           | 91 000   |
| Londra 2012            | Olympic Stadium                   | Londra            | 80 000   |
| Rio De Janeiro 2016    | Maracanà                          | Rio de Janeiro    | 78 838   |
| Tokyo 2020             | Stadio nazionale                  | Tokyo             | 68 000   |
| Parigi 2024            | Giardini del Trocadero e la Senna | Parigi            | 100 000  |

### Giochi olimpici invernali
| Edizione                    | Impianto                       | Città                  | Capacità |
| --------------------------- | ------------------------------ | ---------------------- | -------- |
| Chamonix 1924               | Stadio olimpico di Chamonix    | Chamonix-Mont-Blanc    | 45.000   |
| St. Moritz 1928             | Sankt Moritz Olympic Ice Rink  | Sankt Moritz           | 4.000    |
| Lake Placid 1932            | Lake Placid Speedskating Oval  | Lake Placid            | 7.500    |
| Garmisch-Partenkirchen 1936 | Große Olympiaschanze           | Garmisch-Partenkirchen | 4.000    |
| St. Moritz 1948             | Sankt Moritz Olympic Ice Rink  | Sankt Moritz           | 4.000    |
| Oslo 1952                   | Bislett Stadion                | Oslo                   | 20.000   |
| Cortina d'Ampezzo 1956      | Stadio Olimpico del Ghiaccio   | Cortina d'Ampezzo      | 12.000   |
| Squaw Valley 1960           | Blyth Arena                    | Squaw Valley           | 8.500    |
| Innsbruck 1964              | Bergisel                       | Innsbruck              | 26.000   |
| Grenoble 1968               | Stadio Olimpico                | Grenoble               | 60.000   |
| Sapporo 1972                | Makomanai Open Stadium         | Sapporo                | 30.000   |
| Innsbruck 1976              | Bergisel                       | Innsbruck              | 26.000   |
| Lake Placid 1980            | Lake Placid Equestrian Stadium | Lake Placid            | 30.000   |
| Sarajevo 1984               | Stadio olimpico Koševo         | Sarajevo               | 50.000   |
| Calgary 1988                | McMahon Stadium                | Calgary                | 60.000   |
| Albertville 1992            | Théâtre des Cérémonies         | Albertville            | 35.000   |
| Lillehammer 1994            | Lysgårdsbakken                 | Lillehammer            | 35.000   |
| Nagano 1998                 | Stadio Olimpico                | Nagano                 | 50.000   |
| Salt Lake City 2002         | Rice-Eccles Stadium            | Salt Lake City         | 45.017   |
| Torino 2006                 | Stadio Olimpico                | Torino                 | 35.000   |
| Vancouver 2010              | BC Place                       | Vancouver              | 59.841   |
| Soči 2014                   | Stadio Olimpico Fišt           | Soči                   | 40.000   |
| Pyeongchang 2018            | Stadio Olimpico                | Daegwallyeong          | 35.000   |
| Pechino 2022                | Stadio nazionale               | Pechino                | 80.000   |